# Louis Gernet
Louis Gernet (28 de noviembre de 1882 - 29 de enero de 1962) fue un  filólogo, jurista e historiador francés, sobre todo reconocido por sus estudios sobre la Grecia antigua.

## Biografía
Admitido en la École normale supérieure de la calle Ulm en 1902, recibió la agregación de gramática en 1905; luego, además, estudió derecho. Obtuvo su doctorado en letras en 1917 con el trabajo: Recherches sur le développement de la pensée juridique et morale en Grèce. 
Inició su carrera universitaria en la Universidad de Argel. Participó en la valiosa colección «Évolution de l'Humanité», en 1932.
En 1948, con 66 años, fue llamado a la École pratique des hautes études (EHESS) para enseñar antropología histórica de la Grecia antigua. Entre 1949 y 1961, fue secretario de la revista L'Année Sociologique, de tanto peso en la sociología histórica francesa. 
El Centro que lleva hoy su nombre prosiguió brillantemente su trabajo con helenistas innovadores. En él estuvieron dos generaciones de estudiosos de la Grecia antigua, incluyendo a Vernant.
De entre sus tres hijos, destacó el sinólogo francés Jacques Gernet.

## Publicaciones
- Recherches sur le développement de la pensée juridique en Grèce ancienne, TD, Université de Paris, París, Leroux, 1917 (Albin Michel, 2001).
- Platon: Lois, livre IX: traduction et commentaire, Tesis complementaria, París, Leroux, 1917.
- Con André Boulanger, Le Génie grec dans la religion, París, Albin Michel, Évolution de l'Humanité, 1932 (Albin Michel, 1969).
- Droit et société dans la Grèce ancienne, Institut de droit romain de l'Université de Paris, t. XIII, 1955.
- Anthropologie de la Grèce antique, París, Maspero, 1968. Trad. esp.:  Antropología de la Grecia antigua, Madrid, Taurus, 1985.
- Les Grecs sans miracle (textos presentados por Riccardo Di Donato, con prefacio de Jean-Pierre Vernant), París, La Découverte/Maspero, 1983.